# Hugues Fulchiron
Pour les articles homonymes, voir Fulchiron.
Hugues, Daniel, Raymond Fulchiron, né le 19 septembre 1959 a Saint-Etienne est un professeur de droit privé.
Il a occupé le poste de président de l'université Jean Moulin Lyon 3 de 2007 à 2012.
Il est actuellement conseiller à la première chambre civile de la Cour de cassation.

## Biographie
Titulaire d’une maîtrise de lettres (professeur certifié de lettres classiques), Hugues Fulchiron obtient un doctorat en droit et devient agrégé des facultés de droit en 1991. Chargé de recherche au CNRS de 1985 à 1991, il est ensuite professeur à Lyon 3. De 1999 à 2005, il dirige l’École doctorale de droit. Il est directeur du centre de droit de la famille à partir 2001. Il a participé à des missions d’enseignement et à la mise en place d’accords de coopération avec le Cambodge, le Laos, le Vietnam, l’Égypte, le Liban, l’Iran, la Hongrie, l’Arménie, la Roumanie, le Brésil, l'Argentine, le Chili et la Colombie. Depuis 2014, il est membre de l'Institut universitaire de France.
Membre de la Commission de réflexion sur la réforme du droit de la famille auprès du ministère de la Justice de 1999 à 2000, il a fait partie du groupe de travail sur la réforme de la tutelle aux prestations sociales mineurs et de la commission de réflexion sur la filiation et la parenté pilotée par Irène Théry en 2013. Il a également été chargé de mission au ministère délégué à la Recherche (Mission scientifique, technologique et pédagogique) de 2003 à 2005 et membre du groupe de travail sur l’enseignement du droit (Direction de l’enseignement supérieur) en 2006. 
Il est membre du Comité français de droit international privé et de l'Académie de droit comparé, membre correspondant de l'Association argentine droit comparé et de l'Académie juridique de Cordoba (Argentine). En juillet 2017,il a été élu président de l'International Society of Family Law.
Il a rédigé de nombreux articles publiés dans des revues juridiques françaises et étrangères sur le droit de la famille, le droit international privé, le droit de la nationalité, le droit des étrangers, les droits de l’homme, le droit musulman et les familles musulmanes. Il l'auteur de plusieurs ouvrages, notamment avec Philippe Malaurie, du "Droit de la famille", paru aux éditions Lextenso. Il est directeur scientifique de l’Encyclopédie Jurisclasseur Droit international et co-directeur de la Revue Droit de la famille (Editions LexisNexis). 
Doyen de la Faculté de droit de Lyon de 2005 à 2007, il a été élu président de l'Université Jean Moulin Lyon 3 en 2007. La majorité dont il est issu consiste en une « union sacrée » (composée de la majorité des enseignants de la Faculté de Droit, des enseignants de la liste Concertation et soutenue par la Voix des IATOSS et les étudiants de l'UNEF) sous la bannière Jean Moulin Renouveau afin de rompre avec les pratiques des précédentes présidences et d'instaurer un esprit d'ouverture et de dialogue. Malgré tout, la gouvernance « Fulchiron » est très contestée au sein de l'établissement (soupçons de favoritisme, de harcèlement, critique de l'attribution des subventions du FSDIE, etc.), rapporte Lyon Capitale en 2011,. Les accusations à son encontre ayant été énoncées par des fidèles de l'ancien président de l'université qui ont refusé à plusieurs reprises de suivre la nouvelle politique (basée sur la transparence) de la gouvernance « Fulchiron ». Il est remplacé par Jacques Comby.
Son influence sur le droit argentin est importante. Il a participé à de nombreuses conférences internationales a Buenos Aires et a écrit des ouvrages qui ont marqué son pas en Argentine. Il est co-auteur de l'ouvrage Derecho Moderno, Liber Amicorum Marcos M. Córdoba, Editorial Rubinzal Culzoni 2013.  (ISBN 978-987-30-0411-7). L'œuvre a été déclarée «Intérêt juridique de l'Assemblée législative de la ville autonome de Buenos Aires», par la résolution 417/2016,.
Il est fait chevalier de la Légion d'honneur en 2009.
Il est nommé à l'Institut universitaire de France en 2014.
Il est nommé conseiller à la Cour de cassation en service extraordinaire en 2020.